# Нове Залесе (Мазовецьке воєводство)
Нове Залесе (пол. Nowe Zalesie) — село в Польщі, у гміні Сенниця Мінського повіту Мазовецького воєводства.
Населення — 41 особа (2011).
У 1975-1998 роках село належало до Седлецького воєводства.

## Демографія
Демографічна структура станом на 31 березня 2011 року:
|          | Загалом | Допрацездатний вік | Працездатний вік | Постпрацездатний вік |
| -------- | ------- | ------------------ | ---------------- | -------------------- |
| Чоловіки | 15      | 5                  | 7                | 3                    |
| Жінки    | 26      | 6                  | 15               | 5                    |
| Разом    | 41      | 11                 | 22               | 8                    |